# Енріко Інсабато
Енріко Інсабато (1878–1963) — італійський політичний діяч, журналіст, дипломат.

## Життєпис
Народився в родині медика.
Вивчав ветеринарну медицину і філологію в Болоньї (1899—1900). Ще наприкінці 1897 приєднався до анархістів, брав участь у виданні журналу La Libertà. У 1901 переїхав до Парижа, де деякий час вивчав медицину в університеті. У 1903 переїхав до Каїра, де спершу працював лікарем.
Приблизно в цей же час Інсабато став агентом італійського консульства і Міністерства внутрішніх справ Італії. Під прикриттям власної комерційної фірми він здійснював різні військово-дипломатичні доручення італійського уряду. Займався розвідкою в Лівії напередодні Італо-турецької війни.
Інсабато був пов'язаний з місцевими духовними і світськими арабськими лідерами в Єгипті і вважався експертом з арабських питань. Одночасно видавав в Каїрі журнал Il Convito (1904—1913), розрахований стати мостом між християнською Європою та ісламським Сходом. Журнал був закритий британською владою за антиколоніальну спрямованість.
У роки Першої світової війни зацікавився українським питанням. У 1919 р. опублікував ряд статей з актуальної української проблематики («Українське питання», «Польща і Україна», «Україна і Галичина») в часописах Rassegna Nazionale і Rassegna Internazionale.
У 1920–30-х рр. відігравав провідну роль у формуванні італійської політичної думки про Україну. Виступав консультантом італійського МЗС щодо українського питання і редактором ряду публікацій, присвячених Україні. У 1930-і рр. неодноразово бував на українській території (зокрема, в Галичині). Деякий час був зв'язковим між італійським урядом і ОУН. 1941 року з його передмовою в Мілані видано книжку Ріккардо Бондіолі «Україна — земля хліба»[джерело?].
Після Другої світової війни — голова Товариства італійсько-української дружби. Член НТШ (1955).

## Твори
- Der erlöschende Halbmond: türkische Enthüllungen. Frankfurt a/M., 1909.
- La responsabilità morale e giuridica dei tubercolosi. Bologna: L. Beltrami, 1910.
- Gli Abaditi del Gebel Nefusa e la politica islamica in Tripolitania. Roma: Tip. de l'Unione editrice, 1918.
- L'Islam et la politique des Alliés. Paris: Berger-Levrault, 1920.
- La riforma agraria polacca nella Galizia orientale (Ucraina occidentale) // «Politica nazionale», № 6-7 (1922).
- L'Ucraina e la Chiesa cattolica. Roma: Noi e l'Ucraina, 1933.
- Ukraine: population and economy. New York: Ukrainian Press Service, [1938].
- La collaborazione italo-araba e il Sudan. Roma: Danesi, 1950.